# كريم كراميل
كريم الكراميل (بالفرنسية: Crème caramel)‏ أو فلان الكراميل (Flan Caramel) أو كاسترد كريم الكراميل (Cream Caramel Custard) أو بودنغ كريم الكراميل (Cream Caramel Pudding) أو بودنغ الكراميل (Caramel Pudding)
هو عبارة عن طبقة شفافة من الكراميل تكون فوق الفلان مثل حلوى الكاسترد او بودنغ الحليب المُكثف وغيرها، وقد يُرافقها أيضًا صلصة سائلة من الكراميل. على عكس كريمة بروليه التي تكون عبارة عن كاسترد ذات طبقة صلبة من الكراميل.

## التاريخ
كان كريم كراميل شائع الانتشار في المطاعم الأوروبية؛ يقول مؤرخ الطعام آلان ديفيدسون:

## أصل التسمية
تعني كلمة "crème" بالفرنسية «الكاسترد». كلا المصطلحان crème renversée (بالفرنسية) وcrema volteada (بالإسبانية) يشيران إلى الكاسترد الذي يُقلب على الصحن ليتم تقديمه.

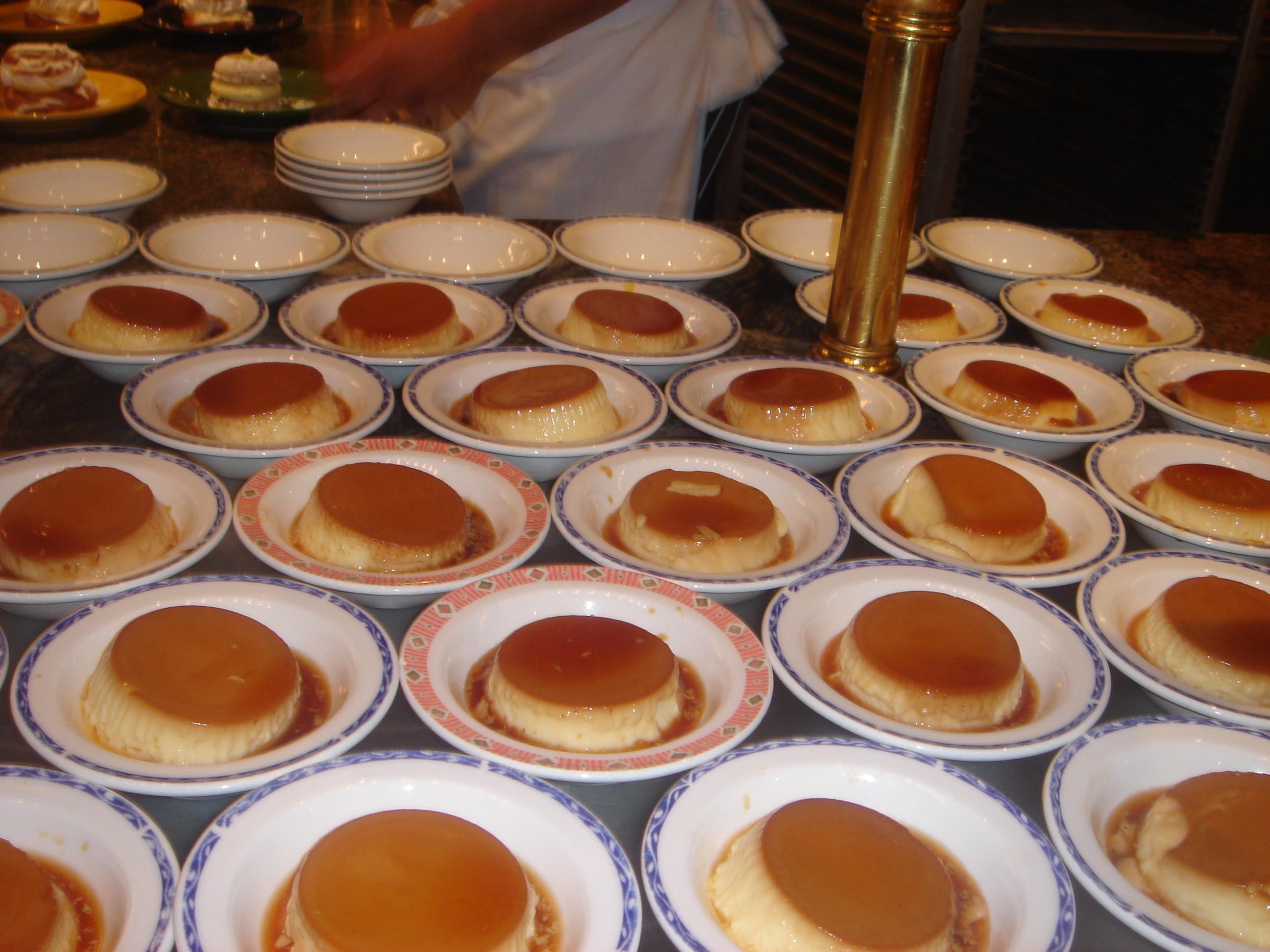
حلوى الكريم كراميل في مطعم.

كل من "crème caramel" (كريم كراميل) و"Flan" (فلان) هما مصطلحات فرنسية، لكن مصطلح "Flan" له معاني مختلفة في مناطق مختلفة.
في البلدان الناطقة بالإسبانية وغالباً في الولايات المتحدة كذلك، يُعرف كريم الكراميل باسم "Flan" (فلان). كان هذا المصطلح في الأصل يستخدم في اللغة الإسبانية، لكن الطبق أصبح معروفًا الآن في أمريكا الشمالية باستخدام المصطلح الأمريكي اللاتيني. في أماكن أخرى، بما في ذلك في بريطانيا، مصطلح «Flan» (فلان) يُستخدم للإشارة إلى نوع من أنواع التارت مثل الكيش (Quiche).
تأتي كلمة "Flan" (فلان) الإنجليزية الحديثة من Flan الفرنسية، من الفرنسية القديمة "Flaon" (فلاون)، والتي تأتي بدورها من لاتينية العصور الوسطى "Fladonem" (فلادونيم)، مشتقة من الكلمة الألمانية العليا القديمة "Flado" (فلادو)، وهي نوع من الكعك المسطح، ربما من جذر هندي-أوروبي لكلمة «مسطح» أو «عريض».

## التحضير والطهي والتقديم

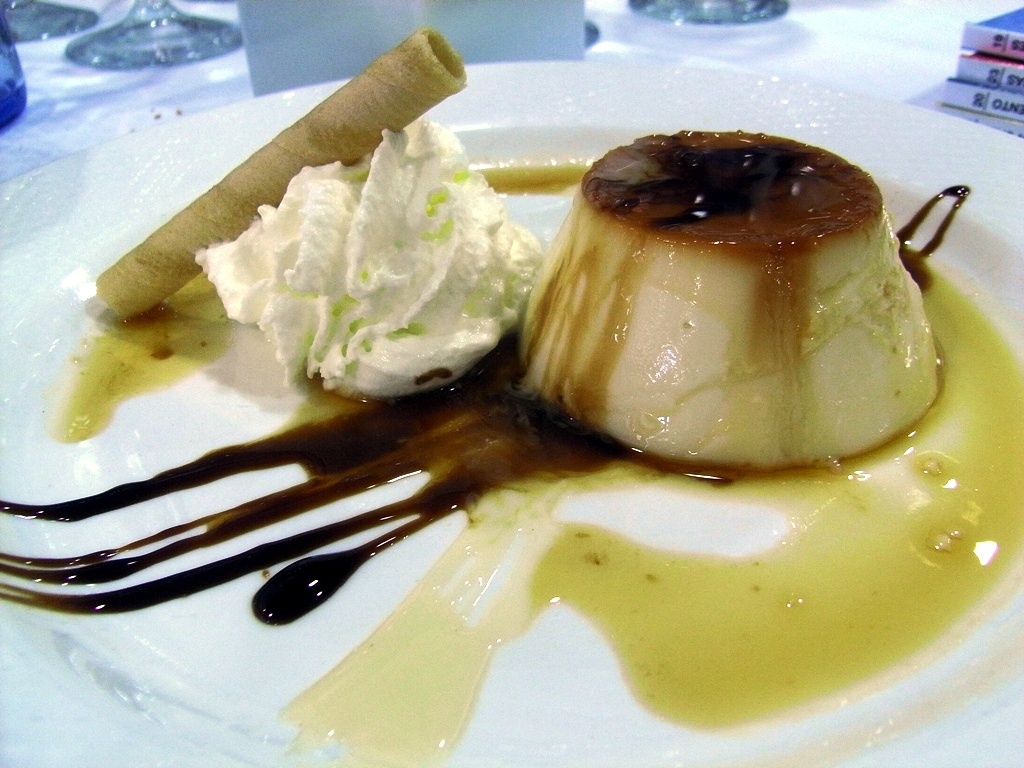
كريم الكراميل مُجهز في المطعم، مع صلصة وزينة.

كريم كراميل هو نوع من أنواع الكاسترد العادي (crème) حيث يُسكب شراب السكر المطبوخ إلى مرحلة الكراميل في القالب قبل إضافة خليط الكاسترد. وبعد إضافة خليط الكاسترد يتم طهيه في حمام مائي إما على الموقد أو في الفرن عادةً. بعد ان ينضج يجب تركه في البراد مدة كافية حتى يتماسك قوامه جيداً. لتقديم الكريم كراميل يمرر سكين صغير حاد لتحرير حواف الكريم كراميل من القالب على كامل الاستدارة، ثم يُغطى القالب بطبق التقديم ويرج القالب، ثم يُرفع القالب، ويُقدم الكريم كراميل مع صلصة الكراميل في الأعلى. قد يُنكه الحليب بالفانيليا أو القرفة أو قشر الليمون.
يكون الملمس النهائي للحلوى هلامي وقشدي.
قلب أطباق كريم كراميل أكبر يتطلب عناية، حيث ان الكاسترد يتشقق وينفصل بسهولة. تتطلب الأطباق الأكبر حجماً أيضًا مزيدًا من العناية عند الطهي لتجنب عدم طهي الداخل جيداً أو الإفراط في طهي الخارج. غالبًا ما يتم طهي كريم الكراميل وتقديمه في أطباق رامكين فردية (Ramekins). الهدف هو الحصول على كاسترد متجانس وسلس مع قاعدة كراميل سائل. ان طهيه في حمام مائي يُجنب حرق الكراميل.
يمكن تحضير كريم كراميل مُقلد بإستخادم «مسحوق كريم كراميل سريع الذوبان»، والذي يُستخدم فيه الأغار أو الكاراجينان كعوامل مكثفة بدلاً من البيض.

## الأصناف الإقليمية

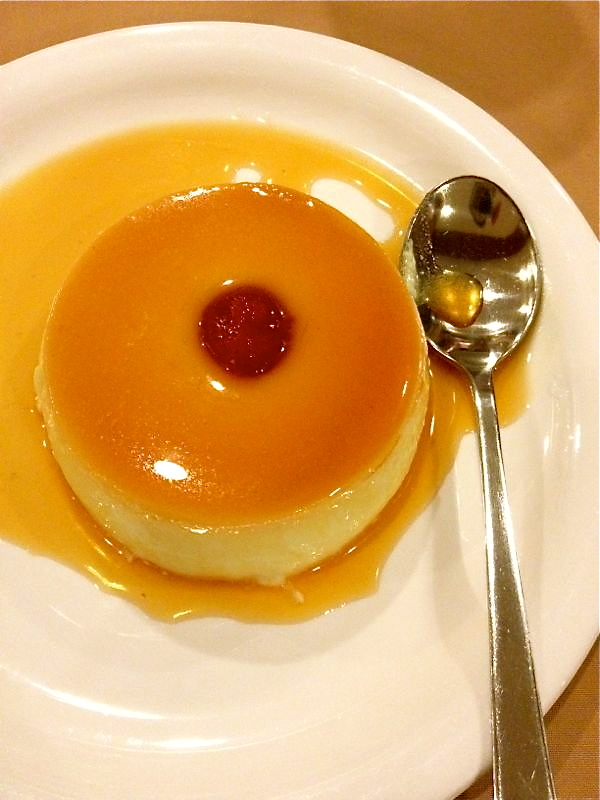
كاسترد الكراميل بصلصة الكراميل مقدم في مطعم في مدينة مانغلور، الهند.

### بورتوريكو
معظم اصناف الكريم كراميل أو «الفلان» (Flan) في بورتوريكو تعتمد على الحليب. بعضها يعتمد على جوز الهند ويسمى «فلان دي كوكو» (Flan de coco)، مصنوع من كل من الحليب المكثف وحليب جوز الهند أو من قشدة جوز الهند والحليب المكثف والحليب المبخر. تستخدم رغوة بياض البيض المخفوقة لتفتيح الخليط. عادة ما يُنكه كريم كراميل جوز الهند بالقرفة والروم والفانيليا.
في عطلة عيد الشكر، من الشائع إضافة اليقطين أو الباتاتا (مشابهة للبطاطا الحلوة) أو مهروس نبتة اليام مع التوابل مثل الزنجبيل والفانيليا والقرفة إلى الفلان. مزيج من اليقطين وجوز الهند والبطاطا الحلوة والجزر وخلاصة اللوز يتم تقديمه فقط في عيد الشكر.
حلوى فلان شهيرة أخرى تُدعى «فلانكوشو» (Flancocho)، مُنكهة بطبقة من الجبن القشدي والكعك الإسفنجي على الطراز البورتوريكي تحتها. يُمكن أيضاً تحضير الفلانكوشو بمزج الجبنة القشدية وخليط الكعك داخل مزيج الفلان.
النكهات الشعبية الأخرى هي البينا كولادا والمانجو والأناناس والليمون واللايم والجوافة وفاكهة زهرة الآلام والتمر الهندي والموز. الليم الإسباني والموز الحلو وحليب بذور السمسم وفاكهة الخبز والبفرة هي أيضًا نكهات بورتوريكية فريدة.

### البيرو
في البيرو، قد تُحضر حلوى الكريم كراميل والتي تُدعى «كريما فولتياذا» (crema volteada) بالحليب المكثف بدلاً من الحليب العادي. يمكن أيضًا إضافة الفاكهة، مثل اللوكوما أو فاكهة القشدة أو القشطة الشائكة أو الجراناديلا.

### تشيلي
في تشيلي، هناك طباق مشابه للكريم كراميل يُدعى «ليتشي أسادا» (Leche asada، الحليب المحمص)، يُحضر من نفس مكونات الكريم كراميل، لكن له قوام أقل نعومة ويتم خبزه مباشرة دون استخدام حمام مائي، مما يخلق طبقة محمصة على الوجه.

### البرازيل وفنزويلا
في فنزويلا والبرازيل، غالبًا ما يُحضر من الحليب المكثف والحليب العادي والبيض والسكر المكرمل على الوجه. تُعرف النسخة الفنزويلية باسم quesillo («الجبن الصغير») وفي البرازيل تُعرف باسم pudim (بودايم) «وليس بودنغ». يمكن أن يحضر بنكهات مختلفة، مثل الشوكولاتة وجوز الهند والباشوكا (حلوى الفول السوداني) والجبن وغيرها.

### كوستاريكا
غالبًا ما يتميز الفلان في كوستاريكا بجوز الهند أو القهوة «فلان دي كافيه» (Flan de café).